# Syndrome de Beals
Le syndrome de Beals ou CCA syndrom (en anglais : Congenital contractural arachnodactyly syndrom, signifiant syndrome d'arachnodactylie contracturale congénitale) entraîne des sujets grands avec des membres supérieurs disproportionnés par rapport à la taille avec des doigts et des orteils très longs. Il présente des pavillons auriculaires anormaux (oreilles froissées) et des contractures des grosses articulations à la naissance. Les premières articulations des doigts présentent une contracture entraînant une arachnodactylie et les orteils présentent aussi cette anomalie. Les contractures articulaires se rencontrent aussi des hanches et des pouces. Des pieds bots peuvent survenir. Une hypoplasie musculaire atteint la majorité des individus malades. Ces contractures s'améliorent avec le temps.
Une cyphose ou une scoliose survient dans près de la moitié des cas d'individus malades, et se trouve être la principale cause de la morbidité. Une dilatation est parfois présente. Dans les formes sévères de cette maladie, des anomalies sévères du cœur ou de l'appareil digestif ont été décrites.
Le diagnostic repose sur la clinique. La recherche de mutation du gène FBN2 ne se fait que pour la recherche.
Ce syndrome est quelques fois nommé Syndrome de Beals-Hecht ou Arthrogrypose distale type 9

## Sources
- (en) Maurice Godfrey, Congenital Contractural Arachnodactyly In GeneTests: Medical Genetics Information Resource (database online). Copyright, University of Washington, Seattle. 1993-2005
- (fr) « L'arachnodactylie », sur spiegato.com